# Clossiana gansuensis
Clossiana gansuensis is een vlinder uit de familie van de Nymphalidae. De wetenschappelijke naam van de soort is voor het eerst geldig gepubliceerd in 2017 door Tshikolovets.